# Montague Woodhouse (5e baron Terrington)
Christopher Montague " Monty " Woodhouse (11 mai 1917-13 février 2001) est un homme politique britannique conservateur qui est député pour Oxford de 1959 à 1966 et de 1970 à 1974. Il est également chercheur invité au Nuffield College d'Oxford de 1956 à 1964.
Territon est un expert des affaires grecques après s'être impliqué pour la première fois dans les forces de résistance en Grèce contre les Allemands pendant la Seconde Guerre mondiale, puis après avoir servi à l'ambassade britannique.

## Biographie

### Jeunesse et service militaire
Montague Woodhouse est le fils d'Horace Woodhouse, 3e baron Terrington, et de Valerie Phillips, et fait ses études au Winchester College  puis au New College d'Oxford, où il obtient une double première en lettres classiques. Après avoir terminé ses études, il s'enrôle dans l'Artillerie royale en 1939 et sert pendant la Seconde Guerre mondiale, étant nommé officier en 1940 et atteignant le grade de colonel en 1943. Il reçoit un DSO et est nommé Officier de l'Ordre de l'Empire britannique en 1944. Il sert la plupart de son temps dans la guerre en Grèce où son amour pour ce pays se renforce, comme le montrent ses écrits. En 1941, il est l'un des officiers du SOE envoyés en Crète pour organiser les forces de résistance derrière les lignes ennemies.
En septembre 1942, il est parachuté en Grèce continentale en tant que commandant en second de la Harling Force, dirigée par Eddie Myers, dont la tâche est de faire sauter le pont de Gorgopotamos. À la suite du succès de cette opération, Myers et Woodhouse reçoivent l'ordre du SOE du Caire de rester en Grèce continentale et de former la mission militaire britannique. Initialement, leur présence n'est destinée qu'à l'opération Harling. Woodhouse, étant l'un des rares officiers britanniques de la mission à parler grec, est souvent envoyé seul pour prendre contact avec des éléments politiques à Athènes. En raison de son apparence imposante (grand avec une barbe rousse), ce n'est pas une mince affaire, mais il réussit à effectuer de nombreux voyages dans les banlieues athéniennes, portant souvent encore l'uniforme de l'armée britannique. Après le limogeage de Myers en juillet 1943, à la demande du ministère des Affaires étrangères, Woodhouse devient le chef de la mission militaire britannique.

### Diplomate
Après la fin de la Seconde Guerre mondiale, Woodhouse est deuxième secrétaire à l'ambassade britannique à Athènes, en Grèce, jusqu'en 1946, après quoi il retourne en Grande-Bretagne et occupe divers postes industriels et universitaires. En 1951, il est nommé membre de la Royal Society of Literature.
De 1951 à 1952, il travaille à l'ambassade britannique à Téhéran, en Iran, et en 1952 et 1953 est impliqué dans l'organisation des aspects britanniques du coup d'État iranien de 1953 organisé par les États-Unis et le Royaume-Uni ,. De juillet 1955 à octobre 1959, il est directeur général de l'Institut royal des affaires internationales.

### Opération Boot
En 1941, les Soviétiques et les Britanniques envahissent conjointement l'Iran pour sécuriser les champs pétrolifères et les lignes d'approvisionnement et refuser tout soutien aux Allemands. Dans les années 1950, la Grande-Bretagne s'inquiète d'un possible chaos en Iran et d'une invasion de l'URSS. À partir de 1951, Woodhouse est un agent du MI6 à Téhéran, opérant sous le couvert d'une nomination au ministère des Affaires étrangères. En 1952, il reçoit l'ordre d'armer les tribus du nord de l'Iran pour résister à toute attaque soviétique . Il apporte des armes en Iran, les faisant passer par la RAF Habbaniya en Irak, pour un mouvement de « résistance » qui n'existe pas encore.
Plus tard, en 1953, une mission secrète visant à écarter Mohammad Mossadegh du pouvoir est lancée par le gouvernement britannique de Churchill et l'administration américaine Eisenhower. Mossadegh est le Premier ministre iranien démocratiquement élu et il a nationalisé les possessions pétrolières de la société britannique Anglo-Iranian Oil Company (maintenant British Petroleum) après que la Grande-Bretagne ait refusé de négocier le retrait de son atout étranger le plus précieux . Robin Zaehner développe des contacts en Iran et lorsque les Britanniques sont expulsés, Woodhouse présente ses contacts au chef de station de la CIA. Ainsi, un complot visant à renverser Mossadegh est organisé dans une mission conjointe entre la CIA et le MI6. La CIA nomme l'opération Opération TPAjax, appelée à tort Opération Ajax, TP pour le Parti communiste iranien Tudeh soutenu par les Soviétiques. Les activités du MI6 portent le nom de code Operation Boot.
Woodhouse propose l'opération Boot à l'administration Eisenhower. Il utiliserait des éléments iraniens « désenchantés » de l'armée, du clergé et des partis politiques pour évincer Mossadegh. Avec la CIA, il incite et planifie les « bazaaris » de Téhéran pour manifester contre l'administration Mossadegh . Woodhouse, par l'intermédiaire de la sœur du Shah, encourage le souverain à ne pas abandonner le trône .

### Carrière parlementaire
Woodhouse entre au Parlement en 1959 et sert ensuite dans les gouvernements conservateurs de Harold Macmillan et Alec Douglas-Home en tant que secrétaire parlementaire à l'aviation de 1961 à 1962, puis sous-secrétaire d'État au ministère de l'Intérieur de 1962 à 1964.
Il est battu par Evan Luard lors de la victoire des travaillistes en 1966, puis travaille à la Confédération de l'industrie britannique jusqu'en 1970, date à laquelle il est de nouveau élu au Parlement pour Oxford. Il conserve son siège aux élections générales de février 1974, mais le perd (à nouveau face à Evan Luard) en octobre.
Woodhouse accède à la baronnie à la mort de son frère aîné David Woodhouse, 4e baron Terrington, en 1998. Il perd son siège à la Chambre des lords l'année suivante à la suite des changements introduits par la House of Lords Act 1999.

### Mariage et enfants
Lord Terrington épouse Lady Davidema Katharine Cynthia Mary Millicent Bulwer-Lytton (1909-1995), fille de Victor Bulwer-Lytton (2e comte de Lytton), le 28 août 1945. Ils ont trois enfants :
- Christopher Richard James Woodhouse, 6e baron Territon (né le 20 septembre 1946)
- Hon. Nicholas Michael John Woodhouse (né le 27 février 1949)
- Hon. Emma Davinia Mary Woodhouse (née en avril 1954)

## Écrits
Lord Territon est l'auteur de plusieurs livres, dont :
- Apple of Discord' : une enquête sur la politique grecque récente dans son contexte international - Londres : Hutchinson & Co., 1948
  - "Το της έριδος ". : Εξάντας, 1976
- La Grèce moderne : une brève histoire - 1968
- Les Philhellènes - 1971
- Capodistria : le fondateur de l'indépendance grecque ; par CM Woodhouse. Londres : Oxford UP, 1973
- La lutte pour la Grèce - 1976
- Karamanlis : le restaurateur de la démocratie grecque (biographie) - 1982
- Quelque chose d'aventuré (autobiographie) - 1982
- L'ascension et la chute des colonels grecs - 1985
- George Gemistos Plethon - Le Dernier des Hellènes - 1986
- « Rhigas Velestinlis : le proto-martyr de la Révolution grecque ; par CM Woodhouse. 1995, (ISBN 960-7120-09-4)

Peu de temps avant sa mort, il achève la traduction en anglais des 10 tomes « History of the European Spirit », par son ami, l'ancien Premier ministre grec, Panagiótis Kanellópoulos.